# Фензин
Фензин (англ. fanzine, скорочення від fan magazine, іноді просто зін) — аматорське малотиражне періодичне чи неперіодичне видання (журнал, інформаційний бюлетень, фотоальбом, альманах тощо). Фензини випускаються любителями для задоволення потреб невеликої групи читачів (часто субкультур).
Фензини виникли на поч. ХХ сторіччя у США.
1940-ві рр. — термін «фензин» офіційно ввів у вжиток американський журналіст-аматор Луї Рассел Шовене (Louis Russell Chauvenet).

## Зародження аматорської періодики
1910-ті рр. — у США були розповсюджені так звані «асоціації аматорської періодики» (англ. Amateurs Press Associations, чи APA). Завдання цих утворень — поштовий обмін тематичними непрофесійними виданнями між їхніми учасниками. Активістом однієї з таких асоціацій (United Amateur Press Association (UAPA)) був Г. Ф. Лавкрафт (1914—1920 рр.). Його перші оповідання були опубліковані в аматорських виданнях членів цієї асоціації. Ці видання мали «загальнолітературний» характер, публікували прозу, вірші, критику, публіцистику тощо.

## Аматорські журнали в фендомі
Фендом (англ. fandom, букв. фанатство) — неформальна субкультурна спільнота, учасники якої об'єднані спільним бажанням створювати проекти, присвячені певному жанру, фільму, книзі тощо.
1930 рік — поява тематичних аматорських видань, присвячених фантастиці.
У цей час Рей Палмер випускає машинописний фен-журнал «The Comet».
1932 рік — популярності набув фензін «The Time Traveller» (у 1933 році перейменований на «Science Fiction Digest», а в 1934 році — на «Fantasy Magazine»), що видавався за участю Джуліуса Шварца, Морта Вайсингера та Фореста Дж. Акермана.
Поряд з професійними журналами фантастики, фензини були одними з засобів обміну інформації між фенами.
Зі збільшенням кількості фензинів, з'явилось декілька їх різновидів: «ньюсзин» (англ. newszine) чи «ньюслетер» (англ. newsletter) — інформаційно-новинний фензин;
«персонелзин» (англ. personalzine) — фензин, присвячений конкретному автору (наприклад, «ERBzine» — фензин, присвячений Е. Р. Бероузу);
«клабзин» (англ. clubzine) — клубний журнал;
«і-зин» (англ. e-zine) — фензин, що розповсюджується через мережу Інтернет в одному з цифрових форматів.
Похідними від терміна «фензин» є поняття «прозин» (англ. prozine) — професійний журнал фантастики (комерційної спрямованості, працює з авторами на договірній основі) та «напівпрозин» (англ. semiprozine) — напівпрофесійний журнал фантастики (виходить невеликим тиражем (до п'яти тисяч екземплярів)) у поліграфічному виконанні.

## Фензини в СРСР та Росії
1966 рік — перший аматорський фантастичний журнал «Гусли кота Василия», Свердловськ (редактор В. Бугров).
Друга половина 1980-х рр. — подібні видання майже не випускались.
1988 рік — поява «міжрегіональних» журналів «Измерение Ф» (літературний, Ленінград, редактор А. Ніколаєв) та «Оверсан» (критично-публіцистичний, Севастополь, редактор А. Чертков).
З цього часу починається важливий етап в історії радянської фен-преси. Значно збільшилась кількість фензинів в галузі фантастики. Деякі з них намагалися набути статусу професійних, як правило, невдало.
Фензини є частиною російської панк/хардкор-сцени. Умовно можна виокремити дві хвилі розвитку:
1996—2000 рр. — Old Skool Kids, Взорванное небо, Ножи&Вилки, Positive.
2004—2006 рр. — ФакФуд, 3stages, Имхопанг, Инсомния, Get Up.
В 2013 році було започатковано випуск альманаху комуністичної фантастики Буйный бродяга.
Тематика журналів — новини сцени, інтерв'ю з музичними групами, авторські колонки, права людини й тварини.

## Фензини в Україні

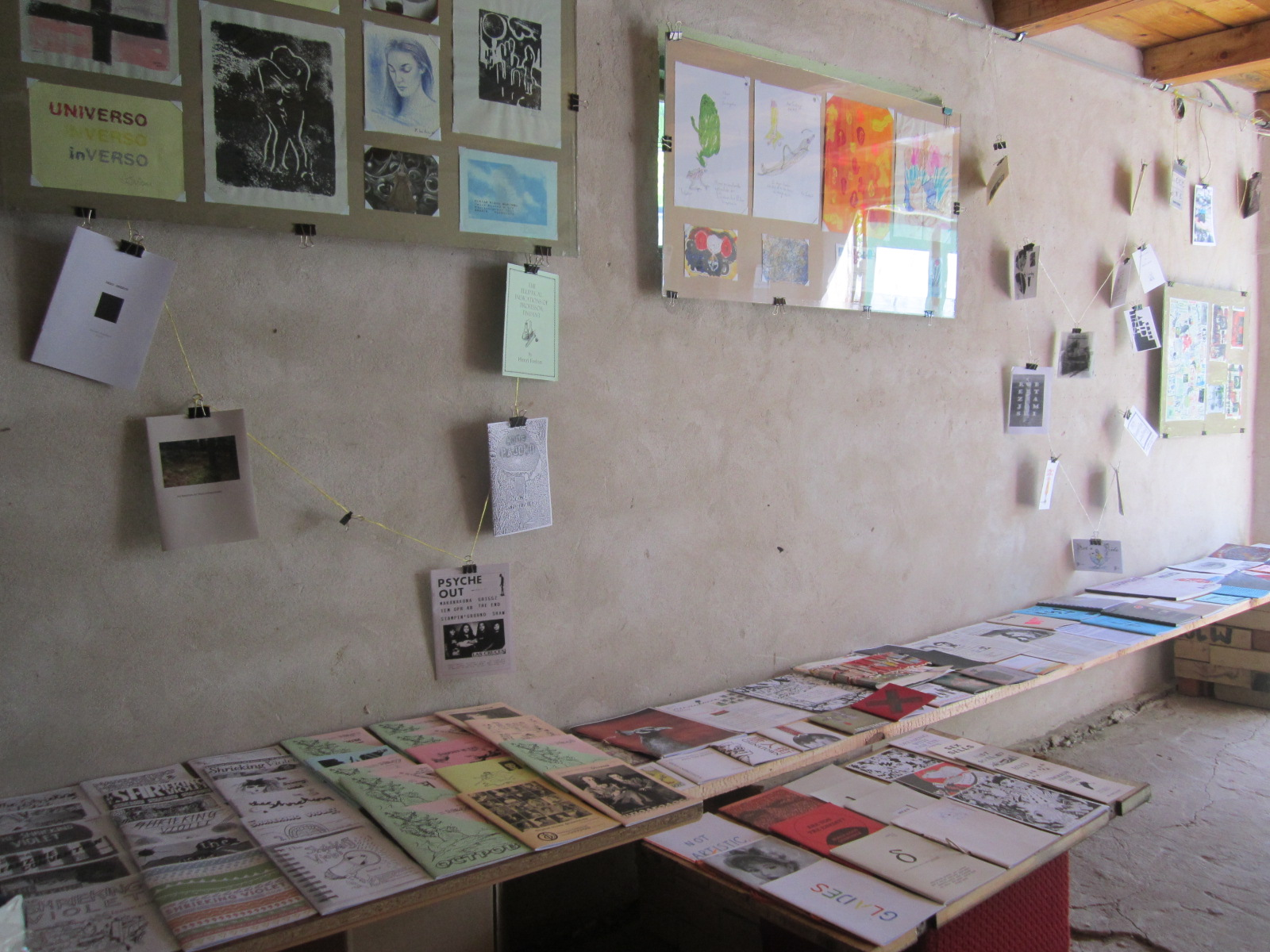
Тимутопіяпрес, 2013р., фрагмент експозиції "Zineshow".

1966 рік — поява першого фензину в Україні «Бит-Эхо» (рок-н-рольний журнал, Харків).
Кінець 80-х рр. ХХ ст. — розквіт фензинів в Україні.
Початок 90-х рр. — сер. ХХ ст. — фензинів випускається значно менше (причина — фінансова скрута).
2000 рік — газета нової молоді «Бійцівський клуб» (8-12 сторінок, різограф), випускається маргінальною групою СУРМА під час політичних акцій [Україна Без Кучми]. З 2004 році переводиться у інтернет у вигляді езину.
2003 рік — фензин про сучасну музику «Аутсайдер» (52 сторінки, м'яка обкладинка, ілюстрації). Редактор — Р. Піщалов, Київ. Останній номер вийшов у грудні 2007 року.
2004 рік — маргінальний фензин «Блокпост», (8 сторінок, ризограф) випускається скінхедівським угрупованням Dozor88.
2005 рік — музичний фензин «Креатив» (обсяг від 8 до 17 сторінок + відео- та аудіододаток на диску). Виходив впродовж двох років (до 2006 р.), Запоріжжя.
2006 рік — фензин «FarFor» (тематика — музика, життя). Вийшло п'ять номерів (2006—2008 рр.), Житомир.
2007 рік — газета «Фонтаръ» (з десятого випуску — двомовний журнал). Станом на початок 2012 року випущено 23 номери. Колектив працює над новими номерами. Полтава, Харків, Львів.
2008 рік — музичний фензин «Forsmajor» (тематика — рок-музика, Запоріжжя). Тираж — 600 примірників, розповсюджується безкоштовно.
2007 рік — український музичний альманах «Гуркіт» (60 сторінок, розповсюджувався в інтернет-крамницях, ціна — 19, 99 грн.). Редактор — Д. Колокол, Київ, Дніпропетровськ, Львів. Останній номер — лютий 2009 року.
2008 рік — літературно-музичний журнал «Шум» (чорно-білий, з кольоровою обкладинкою, Львів). Перший номер — 68 сторінок + додаток у вигляді DVD-диску, наступні — від 94 до 119 сторінок. Ціна — 5 грн. 2008 р. — сім номерів, 2009 р. — один, 2010 р. — два.
2009 — журнал «Music Wall» (А5 формат, чорно-білий, кольорова глянцева обкладинка + кольоровий постер всередині). Перші два номери — друковані. Зараз — музичний інтернет-журнал.
2013 — електронний журнал «Світ Фентезі» (тематика — жанр фентезі, обсяг від 48 до 130 сторінок). Станом на вересень 2014 року видано десять номерів. Висунутий від України на Європейську премію з фантастики Єврокон 2014 у номінації «Найкращий фензин».
2013 — в альтернативній галереї Тимутопіяпрес (м.Львів) відбулась перша міжнародна виставка “Zineshow” в Україні. Організатор і  куратор проекту львівський художник Любомир Тимків представив зіни, фензини і самвидави 118 учасників з 25 країн світу.
2015 — інтернет-журнал (фензин) «Підвал» (тематика — жанр містика, сплаттерпанк, горор). Станом на червень 2017 року фензин «Підвал» видав 4 тематичні збірки («Світильник Джека» (2015), «Після опівночі» (2016), «Підвал» (2016), «Свині» (2017).
Чимало видань виходять за підтримки прихильників культури D.I.Y (Do It Yourself), що в перекладі з англійської означає «Зроби Це Сам». Організація самостійно організовує культурно-мистецькі заходи, запис музики, випуск журналів. Під її егідою випущені такі видання: «Креатив», «FarFor», «Фонтаръ», «Forsmajor».
В Україні, окрім вище зазначених, виходить чимало фензинів з нецензурною лексикою.
Фензини випускаються субкультурами (наприклад, панками) та людьми, що захоплюються музикою та фантастикою.
З розвитком мережі Інтернет, багато фензинів набували форми електронних видань.